# Sooty Cove
Die Sooty Cove ist eine Bucht an der Südküste von Bird Island vor dem nordwestlichen Ende Südgeorgiens. Sie liegt unmittelbar nördlich des Shoemaker Point.
Das UK Antarctic Place-Names Committee benannte sie nach dem Rußalbatros (Phoebetria palpebrata, englisch Light-mantled Sooty Albatross), zu dessen Brutgebieten Bird Island zählt.